# Martin Kürsten
Martin Kürsten (* 12. Oktober 1931 in Suhl; † 15. April 2019) war ein deutscher Geologe, der von 1986 bis zu seiner Pensionierung 1996 als Präsident der Bundesanstalt für Geowissenschaften und Rohstoffe (BGR) und des Niedersächsischen Landesamtes für Bodenforschung (NLfB) amtierte.

## Leben
Kürsten studierte 1951 bis 1956 Geologie an der Universität Bonn und der University of Edinburgh. Er wurde 1956 in Bonn promoviert und war dort bis 1957 Assistent am Geologischen Institut. Danach ging er ans Amt für Bodenforschung, wurde dort 1966 Assessor im geologischen Dienst, 1971 wissenschaftlicher Direktor und 1972 Leiter der Abteilung Geochemie und Mineralogie. 1973 wurde er zum Direktor befördert und erhielt den Professorentitel. 1979 wurde er Leiter der Abteilung Wirtschaftsgeologie. 1986 wurde er Präsident der BGR und des NLfB. In seine Amtszeit fiel auch die Wiedervereinigung 1990 und er setzte sich für die Errichtung einer BGR-Außenstelle in Berlin ein.
Er befasste sich unter anderem mit der regionalen Geologie des Irans und Wirtschaftsgeologie.

## Ehrungen
- Bundesverdienstkreuz am Bande (28. Juni 1990)[2]
- Bundesverdienstkreuz 1. Klasse (18. Juli 1996)[2]

## Schriften
- mit Reinhold Huckriede, Helmut Venzlaff Zur Geologie des Gebietes zwischen Kerman und Sagand (Iran), Beihefte zum Geologischen Jahrbuch, Band 51, 1962
- mit Henner Barth Die mineralischen Rohstoffe Afrikas – Chancen für die deutsche Wirtschaft, Geologisches Jahrbuch, Reihe H, 1, 1996